# Municipio de Santa Cruz Zenzontepec
El municipio de Santa Cruz Zenzontepec es uno de los 570 municipios del estado mexicano de Oaxaca. Su cabecera es la localidad de Santa Cruz Zenzontepec.

## Geografía
El municipio de Santa Cruz Zenzontepec colinda al norte con los municipios de Santiago Amoltepec y Santa María Zaniza; al este con los municipios de Santo Domingo Teojomulco, San Jacinto Tlacotepec, Santiago Minas y San Juan Quiahije; al sur con el municipio de Tataltepec de Valdés; y al oeste con los municipios de Santiago Tetepec y Santiago Ixtayutla.

## Localidades
El municipio de Santa Cruz Zenzontepec cuenta con 73 localidades.
| Localidad              | Población (2020) |
| ---------------------- | ---------------- |
| Quinicuena             | 1161             |
| Piedra Grande          | 1116             |
| Rancho Viejo           | 909              |
| Santa Cruz Zenzontepec | 693              |

## Gobierno
El municipio de Santa Cruz Zenzontepec se rige mediante el sistema de usos y costumbres.
| Presidente municipal         | Periodo   |
| ---------------------------- | --------- |
| Wilfrido Hernández Sarmiento | 1996-1997 |
| Nicolás Cardozo Manzano      | 1997-1999 |
| Justino Juárez Hernández     | 1999-2001 |
| Cutberto Merino              | 2002-2004 |
| Heraclio Juárez Martínez     | 2005-2007 |
| Antonio Merino Mejía         | 2008-2010 |
| Francisco Palacios Merino    | 2011-2013 |
| Pablo Merino Merino          | 2013-2016 |
| Filemón Hernández Bautista   | 2017-2019 |
| Odilón Avendaño Martínez     | 2020-2022 |
| Pedro López Sánchez          | 2023-2025 |